# 卡扎德羅 (加利福尼亞州)
卡扎德羅（英語：Cazadero）是位於美國加利福尼亞州索諾馬縣的一個人口普查指定地區。

## 地理
卡扎德羅的座標為38°32′00″N 123°05′07″W / 38.53333°N 123.08528°W，而該地最高點為海拔高度55米（即180英尺）。

## 人口
根據2010年美國人口普查的數據，卡扎德羅的面積為18.435平方千米，當中陸地面積為18.431平方千米，而水域面積為0.004平方千米。當地共有人口420人，而人口密度為每平方千米22人。